# Trixoscelis puncticornis
Trixoscelis puncticornis är en tvåvingeart som först beskrevs av Becker 1907.  Trixoscelis puncticornis ingår i släktet Trixoscelis och familjen myllflugor. Inga underarter finns listade i Catalogue of Life.